# Arve Henriksen

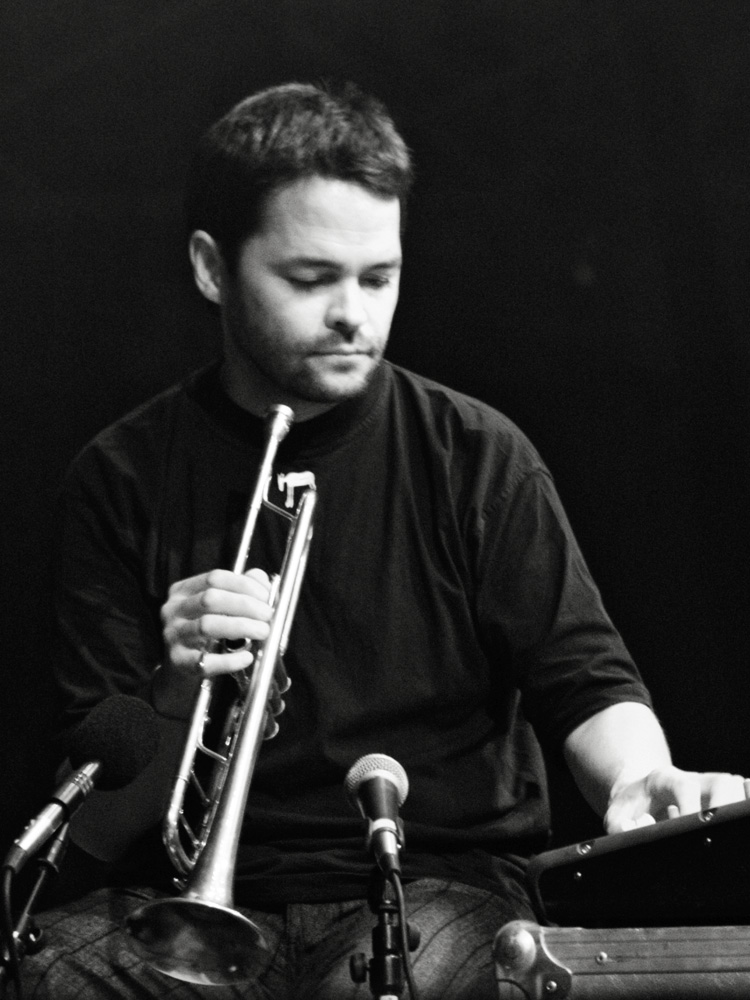
Arve Henriksen tijdens het Moers Festival, 2006

Arve Henriksen (Stranda, 22 maart 1968) is een Noors trompettist.

## Biografie
Hij kreeg zijn muzikale opleiding aan het conservatorium in Trondheim (1987-1991) en werkte al tijdens zijn opleiding als freelance musicus. Zijn manier van spelen lijkt erg op die van die andere Noorse trompettist: Nils Petter Molvaer, een hees geluid. Ook Jon Hassell komt in de gedachte op. Dat geluid, een trompetversie van het Shakuhachigeluid, past uitstekend bij andere artiesten, die opnemen voor het platenlabel ECM Records. Het is ook niet zo vreemd dat hij al met behoorlijk veel van die artiesten heeft samengewerkt, dan wel heeft opgenomen. Voorbeelden zijn: Jon Balke (in zijn Magnetic North Orchestra), Anders Jormin, Edward Vesala, Jon Christensen, Marilyn Mazur, Audun Kleive, Nils Petter Molvær, Misha Alperin, Arkady Shilkloper, Arild Andersen, Stian Carstensen, Dhafer Youssef, Hope Sanduval, het Cikada String Quartet en The Source. In aanvulling daarop speelde hij ook met hardrockband Motorpsycho, maar zijn liefde gaat toch naar de jazz. De laatste jaren speelde hij met Trygve Seim, Christian Wallumrød en Supersilent (alle negen albums).
Naast jazz is hij geïnteresseerd in Japanse muziek; zijn discografie bestaat uit meer dan 100 muziekalbums. Er verschenen negen albums onder eigen naam bij Rune Recordings en een bij ECM Records. Hij speelde op albums van David Sylvian en dus zong Sylvian op Henriksens Cartography.
In 2011 werd de Paul Acket Award aan hem toegekend.

## Discografie

### Solo
- 2001: Sakuteiki (Rune)
- 2004: Chiaroscuro (Rune)
- 2007: Strjon (Rune)
- 2008: Cartography (ECM)
- 2013: Places Of Worship (Rune Grammofon)
- 2014: The Nature Of Connections (Rune Grammofon)
- 2014: Chron (Rune Grammofon)
- 2014: Cosmic Creation (Rune Grammofon)
- 2017: Towards Language (Rune Grammofon)

### ECM albums
met anderen:
- 1998: Christian Wallumrød: No birch
- 2000: Trygve Seim: Different rivers
- 2002: Trygve Seim: The Source and different cikadas
- 2002: Jon Balke: Kyanos
- 2003: Christian Wallumrød: Sofienberg Variations
- 2004: Trygve Seim: Sangam
- 2005: Arild Andersen: Electra
- 2005: Jon Balke: Batagraf
- 2005: Christian Wallumrød: A year from Easter
- 2007: Frode Haltli: Passing images
- 2007: Sinikka Langeland: Starflowers
- 2007: Christian Wallumrød: The zoo is far
- 2016: Atmosphères - met Tigran Hamasyan, Eivind Aarset en Jan Bang (ECM)
- 2017: Rímur - met Trio Mediæval (ECM)